# Grønlandskvarteret
Grønlandskvarteret
 er et kvarter i Aalborg sydøst, hvis gader hovedsageligt er opkaldt efter steder på Grønland og personer i Grønlands historie. Grønlandskvarteret er beliggende i den nordlige del af Aalborgbydelen Gug og fire kilometer syd for Aalborg Centrum.
Grønlandskvarteret er en nyere bydel resultat af Aalborg kommunes planlægning af området omkring Eternitten og op til motorvejen. Den ældste del hedder Frydendal og er bygget på Kridtbakken med udsigt over Aalborg Ådal. De øvrige dele er bygget fra 1950 og fremad.

## Steder i Grønlandskvarteret
Grønlands Torv er et centralt torv i kvarteret. Hans Egedes Kirke er sammen med det karakteristiske højhus på torvet med Biblioteket Grønlands Torv i stuen en af de bygninger, der ligger rundt om torvet. På torvet findes også; Fitness World, Aalborghus Apotek, pizzeriaet Bella Italia og Aalborg Fysioterapi. I kvarteret findes også, på Umanakvej, Det Grønlandske Hus.
I området findes også Lidl ved foden af Diskovej. Circle K-tanken ligger ved krydset på Mylius Erichsens Vej. Fodboldklubben B52/AFC har sine baner ved Scoresbysundvej i kvarteret.
Aalborg Seminarium, Center for Undervisningsmidler og Seminarieskolen ligger på Mylius Erichsens Vej.

## Fodnoter
1. ↑  Aalborg Kommune, Om Grønlandskvarteret